# Мисс Казахстан 2015
Мисс Казахстан 2015 (каз. Мисс Қазақстан 2015) — 19-й конкурс красоты Мисс Казахстан. Состоялся 10 декабря, 2015 года. Победительницей стала представительница города Актау — Алия Мергембаева.

## Проведение конкурса
20 ноября день прибытия участниц. 25 ноября посетили футбольный матч между клубами «Астана» и «Бенфика». Девушки приняли участие в торжественной церемонии чествования ФК «Астана». Участницы также сыграли в баскетбол со столичной командой, а мастер-класс для конкурсанток провела известная спортсменка, олимпийская чемпионка Ольга Шишигина. В конце ноября, участницы посетили Дом престарелых. Официальная фотосессия была проведена в вечерних нарядах. Фотографировал участниц Владимир Бабкин.
По итогам конкурса, победительница получит пять миллионов тенге, ювелирные украшения, абонемент в танцевальный клуб, традиционное казахское приданное и возможность представить страну на международном конкурсе красоты Мисс мира 2016.

## Итоговый результат
Список финалисток:
| Титул               | Участница         | Голосование через SMS и онлайн (кол-во голосов) |
| ------------------- | ----------------- | ----------------------------------------------- |
| Мисс Казахстан 2015 | Алия Мергембаева  | 1312                                            |
| 1-я Вице Мисс       | Вероника Залата   | 1084                                            |
| 2-я Вице Мисс       | Рената Нургазина  | 835                                             |
| 3-я Вице Мисс       | Айдана Канайбаева | 664                                             |
| Топ 5               | Камила Темирова   | 535                                             |

## Состав жюри
Состав жюри:
- Айман Мусаходжаева — народная артистка Казахстана
- Турсынбек Нуркалиев — главный балетмейстер «Астана Опера»
- Асель Сагатова — актриса
- Ырза Турсынзада — этно-дизайнер Дома авторского дизайна «Алтын Орда»
- Ануар Нурпеисов — руководитель «Астана жастары»
- Сундет Байгожин — ведущий солист театра «Астана Опера»
- Алена Ривлина-Кырбасова — президент «Мисс Казахстан»

Было анонсировано, что будут следующие известные лица в составе жюри, но по неизвестным причинам не вошедшие:
- Александр Винокуров — олимпийский чемпион
- Аружан Саин — общественный деятель
- Айдын Аимбетов — космонавт
- Кайсар Бекенов — генеральный менеджер ФК «Астана»

## Инцидент
Бурную реакцию зрителей и пользователей интернета, вызвал ответ Алии Мергембаевой из Актау. Отвечая на вопрос о любимой книге, сказала, что книги она не читает, а предпочитает истории из интернета.

«Я просто не могла наврать, что читаю книги, и сказала правду — я не читаю», — пояснила она позже свой ответ.
— Самая красивая девушка Казахстана не попала в финал конкурса талантов "Мисс мира"
Жюри, в свою очередь, попыталось спасти возникшую неловкую ситуацию, оправдав ответ девушки предположением, что «наверное, она пошутила».
Позже, Алена Ривлина-Кырбасова президент конкурса красоты «Мисс Казахстан» оправдывала участницу за неправильно понятый ответ:

«Я просила своих друзей, которые хорошо говорят на казахском языке, перевести ответ Алии в интеллектуальном конкурсе, так там не было ни слова о том, что она не читает! Она говорила, что в данный момент у нее нет времени на чтение и что она бумажному варианту предпочитает электронные книги», — недоумевает Алена по поводу нападок, что юная победительница не читает книг.
— Мисс Казахстан-2015 моделью быть не планирует
На пресс-конференции победительница прокомментировала свой ответ на конкурсе красоты:

«Ну, я читаю книги в колледже, школе. Но помимо этих книг учебных, ну, я и сказала, что не читаю. Но я в школе и колледже читаю книги. Да, литературу, историю. Не так поняли меня.»
— Оказалось, что мисс Казахстан всё-таки читает

## Участницы
Список участниц:
| Имя                   | Возраст* | Родной регион/город | Место               | Примечание                                                                                        |
| --------------------- | -------- | ------------------- | ------------------- | ------------------------------------------------------------------------------------------------- |
| Камила Темирова       | 21       | Астана              | Топ 5               |                                                                                                   |
| Мадина Сайлауова      | 17       | Астана              |                     |                                                                                                   |
| Виктория Алексеева    | 18       | Астана              |                     |                                                                                                   |
| Гаухар Жумагатова     | 21       | Астана              |                     |                                                                                                   |
| Регина Вальтер        | 20       | Алматы              |                     |                                                                                                   |
| Асель Абдуали         | 23       | Алматы              |                     | Вторая Вице-мисс "Мисс Медеу 2016"                                                                |
| Назерке Сайранбек     | 19       | Алматы              |                     |                                                                                                   |
| Айдана Канайбаева     | 19       | Талдыкорган         | 3-я Вице-мисс       |                                                                                                   |
| Акмолдир Абдурахимова | 18       | Шымкент             |                     |                                                                                                   |
| Балым Женисбеккызы    | 15       | Шымкент             |                     |                                                                                                   |
| Камилла Джиренбаева   | 17       | Тараз               |                     |                                                                                                   |
| Турсынай Мукан        | 21       | Кызылорда           |                     |                                                                                                   |
| Ксения Брума          | 19       | Костанай            |                     |                                                                                                   |
| Альбина Алкеева       | 19       | Костанай            |                     |                                                                                                   |
| София Шарикова        | 17       | Павлодар            |                     |                                                                                                   |
| Мадина Бейсембаева    | 18       | Павлодар            |                     |                                                                                                   |
| Альбина Беркинова     | 16       | Павлодар            |                     |                                                                                                   |
| Джейран Дурсунова     | 20       | Актау               |                     |                                                                                                   |
| Алия Мергембаева      | 17       | Актау               | Мисс Казахстан 2015 | Указана фамилия "Мергенбаева"                                                                     |
| Альбина Жангельдина   | 19       | Актобе              |                     |                                                                                                   |
| Вероника Залата       | 18       | Уральск             | 1-я Вице-мисс       |                                                                                                   |
| Каламкас Файзулла     | 22       | Уральск             |                     |                                                                                                   |
| Гаухар Касаева        | 17       | Атырау              |                     | † Скончалась 19 июня 2019 года от злокачественной опухоли.                                        |
| Жанна Акимова         | 22       | Семей               |                     |                                                                                                   |
| Екатерина Дворецкая   | 17       | Темиртау            |                     | В 2017 году стала обладательницей титула "Мисс Караганда". Стала Первой Вице-мисс Казахстан 2018. |
| Рената Нургазина      | 18       | Караганда           | 2-я Вице-мисс       |                                                                                                   |
| Айдана Нариманова     | 22       | Жезказган           |                     |                                                                                                   |
| Алина Хлевова         | 21       | Петропавловск       |                     |                                                                                                   |
| Жанна Сактаганова     | 21       | Петропавловск       |                     |                                                                                                   |
| Жанна Хайрулина       | 21       | Кокшетау            |                     |                                                                                                   |

*На момент участия в конкурсе